# 堺地蔵堂
堺地蔵堂（さかいじぞうどう）は、和歌山県みなべ町堺にある地蔵堂。

## 概要
堂内に祀られている地蔵は隠岐の焼火権現（焼火神社）の地蔵菩薩の分身とされ、後鳥羽上皇を危難から救ったと伝わる（白浜町市江崎にある地蔵にも同様の伝承がある）。堺地蔵堂の地蔵は森崎の大溝の海底から引き揚げられたという。
地蔵堂は近世に武蔵国の田嶋市右ヱ門や地元の漁業者などの勧進で建立された。
2023年（令和5年）9月から大規模改修工事が行われ、2024年（令和6年）5月12日に落慶法要が営まれた

## 堺地蔵堂のソテツ
地蔵堂の前には3本のソテツがあり、地蔵堂の前にある樹が最大で（高さ3.65m、幹周り4.5m）、みなべ町の天然記念物に指定されている。